# Krasno (Zengg)
Krasno (2001-ig Krasno Polje) falu Horvátországban, Lika-Zengg megyében. Közigazgatásilag Zengghez tartozik. Az Észak-Velebiti Nemzeti Park központjaként a vidék turisztikai központja, ahova évente több tízezer hegymászó és turista látogat el. Búcsújáróhelyként is évente csaknem százezer ember látogatja.

## Fekvése
Zengg központjától 22 km-re (közúton 33 km-re) délkeletre, Otocsántól 20 km-re délnyugatra, a Velebit hegység egyik völgyében fekszik. A hegység területének legnagyobb települése.

## Története
Krasno területén már az ókorban laktak emberek. A Lisac nevű magaslaton a plébániatemplomtól délre a japodok által épített erődített település maradványai látszanak, melyet a római korban is erődként használtak. A település anyagi kultúrájáról a hegy alatt található kútnál előkerült leletek is tanúskodnak. A középkorban a hegyen a Crastino nevű kis falu állt amely a török hódítás időszakát is átvészelte. Még a török előtti időszakban épült itt egy Szűz Mária tiszteletére szentelt templom, melynek fennállásáról már 1219-ből van adatunk és amely a középkorban a zenggi plébániához tartozott. Krasno első írásos említése 1275-ben történt. A középkori falu a 17. században a török támadások hatására néptelenedett el. A pusztán maradt mezőket és erdőket a 18. század elején a Sveti Juraj vidékéről és a Lika belső területeiről bevándorolt bunyevácok népesítették be újra. Krasno 1790-ben ismét önálló plébánia székhelye, a Krasnói Boldogasszony tiszteletére szentelt plébániatemplom pedig a mai napig kedvelt búcsújáróhely, az ország egyik legjelentősebb Mária-búcsújáróhelye lett. Jelentőségével akkoriban csak Máriabeszterce és Trsat versenyezhetett, ahova Boszniából és Dalmáciából gyalog zarándokoltak el az emberek. Hatalmas erdőterületei miatt az itteniek elsődleges megélhetését is az erdő biztosította. A krasnói erdőgazdaság az ország egyik legrégibb és legnagyobb erdészete, melyet 1865-ben alapítottak. A falunak 1857-ben 874, 1910-ben 1483 lakosa volt. 1920-ig Lika-Korbava vármegye Zenggi járásához tartozott. Ezt követően előbb a Szerb–Horvát–Szlovén Királyság, majd Jugoszlávia része lett. Jugoszlávia felbomlása után 1991-ben a független Horvátország része lett. 2011-ben 476 lakosa volt, akik ma is főként az erdészeti munkákból élnek. A faluban két magán fűrészüzem is működik. Két bolt és néhány vendéglő is található itt. Iskolája a zenggi S. S. Kranjčević alapiskola kihelyezett területi alapiskolájaként működik. Az elmúlt években megkezdődött az infrastruktúra fejlesztése a településen.

## Lakosság

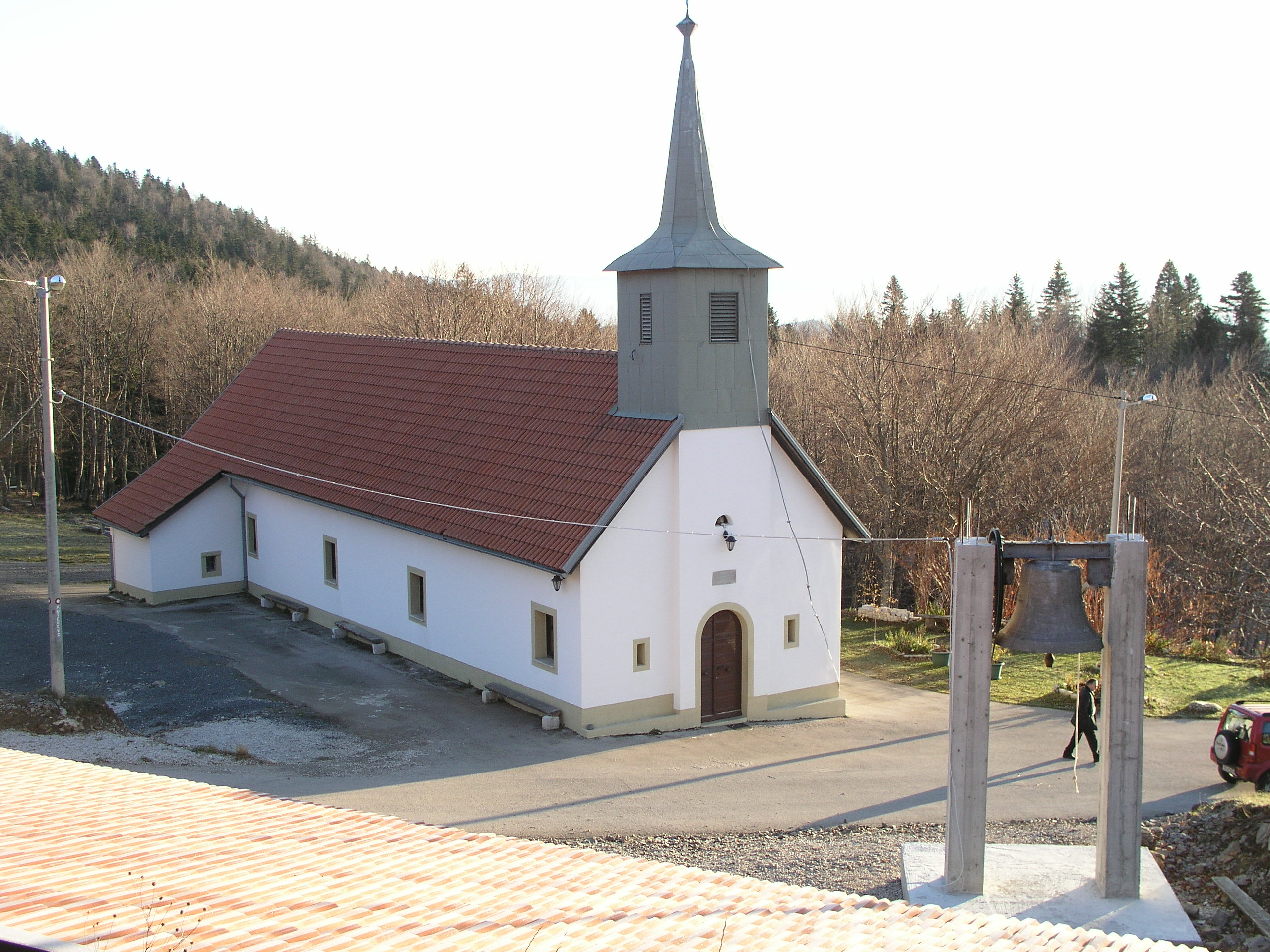
A Krasnói Boldogasszony templom

| Lakosság változása | Lakosság változása | Lakosság változása | Lakosság változása | Lakosság változása | Lakosság változása | Lakosság változása | Lakosság változása | Lakosság változása | Lakosság változása | Lakosság változása | Lakosság változása | Lakosság változása | Lakosság változása | Lakosság változása | Lakosság változása |
| ------------------ | ------------------ | ------------------ | ------------------ | ------------------ | ------------------ | ------------------ | ------------------ | ------------------ | ------------------ | ------------------ | ------------------ | ------------------ | ------------------ | ------------------ | ------------------ |
| 1857               | 1869               | 1880               | 1890               | 1900               | 1910               | 1921               | 1931               | 1948               | 1953               | 1961               | 1971               | 1981               | 1991               | 2001               | 2011               |
| 874                | 1165               | 1236               | 1359               | 1459               | 1483               | 1390               | 1404               | 1287               | 1194               | 1086               | 873                | 754                | 674                | 535                | 476                |

## Nevezetességei
- A Krasnói Boldogasszony legendája 1219-ből származik. Eszerint a krasnói erdő egyik tisztásán pásztorok őrizték nyájukat amikor egy nap amikor egy csodás virágra lettek figyelmesek. A virágban pedig Szűz Mária képét látták. A pásztorok leszakították a virágot és a faluba vitték, ahol már ősidők óta egy kápolna állt. A virág azonban nemsokára hervadni kezdett. Erre újra visszavitték az erdei tisztásra, ahol életre kelt. A csodás eseményt látva azon helyen Szűz Mária tiszteletére kápolnát építettek, melynek oltárát arra helyre emelték, ahol a virág mutatta. A középkori kápolna később tönkrement és a 17. században a helyére építették fel a Krasnói Boldogasszony templomot. A templom legértékesebb berendezése az 1740 körül fából készített festett kazettás mennyezet. Képei Krisztus, Szűz Mária és a szentek életéből vett jeleneteket ábrázolnak a szentírásból vett latin idézetekkel. A templom búcsúnapja augusztus 15., Nagyboldogasszony ünnepe.
- Páduai Szent Antal tiszteletére szentelt plébániatemploma[4] a 18. században épült, 1754-ben említik először. Késő barokk épület sokszögletű szentéllyel. A 20. századig a templomtól délkeletre eső terület volt a falu temetője. 1925-től az iskolától északra fekvő új temetőbe temetkeznek.
- A Jurjevoból Otocsán felé menő régi út mellett a Lisac nevű helyen az illírek egyik törzse a japodok által épített ókori erődített település maradványai találhatók.
- A „Premužićeva staza” egy 57 km hosszú túraútvonal, amely áthalad Velebit-hegység legvonzóbb részein,  összekötve az északi és középső Velebit csúcsait. Az Északi Velebit Nemzeti Parkban kezdődik. Zavižanból a Hajdučki és a Rožanski kukovi természetvédelmi területen halad át, majd Alanon át, a Velebit Natúrparkon keresztül halad tovább, és Baške Oštarijében ér véget. Mintegy 1500 méteres magasságban halad. Tervezőjéről, Ante Premužićról, a Sušaki Erdőgazdaság tisztviselőjéről kapta a nevét, aki nemcsak megtervezte, hanem kiépítésében is részt vett. Az ösvény 1930 és 1933 között épült, a munkálatokat a velebiti falvak dolgozói végezték.[5]